# Ingmar Bergman gör en film
Ingmar Bergman gör en film är en svensk TV-dokumentär från 1963 i regi av Vilgot Sjöman. Den skildrar tillkomsten av Ingmar Bergmans film Nattvardsgästerna. Sjöman arbetade som regiassistent på filmen och skildrade även sina upplevelser i boken L 136 – dagbok med Ingmar Bergman.

## Visningar
Ingmar Bergman gör en film sändes ursprungligen i halvtimmeslånga avsnitt i Sveriges Television med början 27 januari 1963. Den finns utgiven på amerikansk DVD genom Criterion collection, i en uppsättning med Såsom i en spegel, Nattvardsgästerna och Tystnaden. Den repriserades i Sveriges Television under hösten 2015.